# St. Crescens (Bensheim)

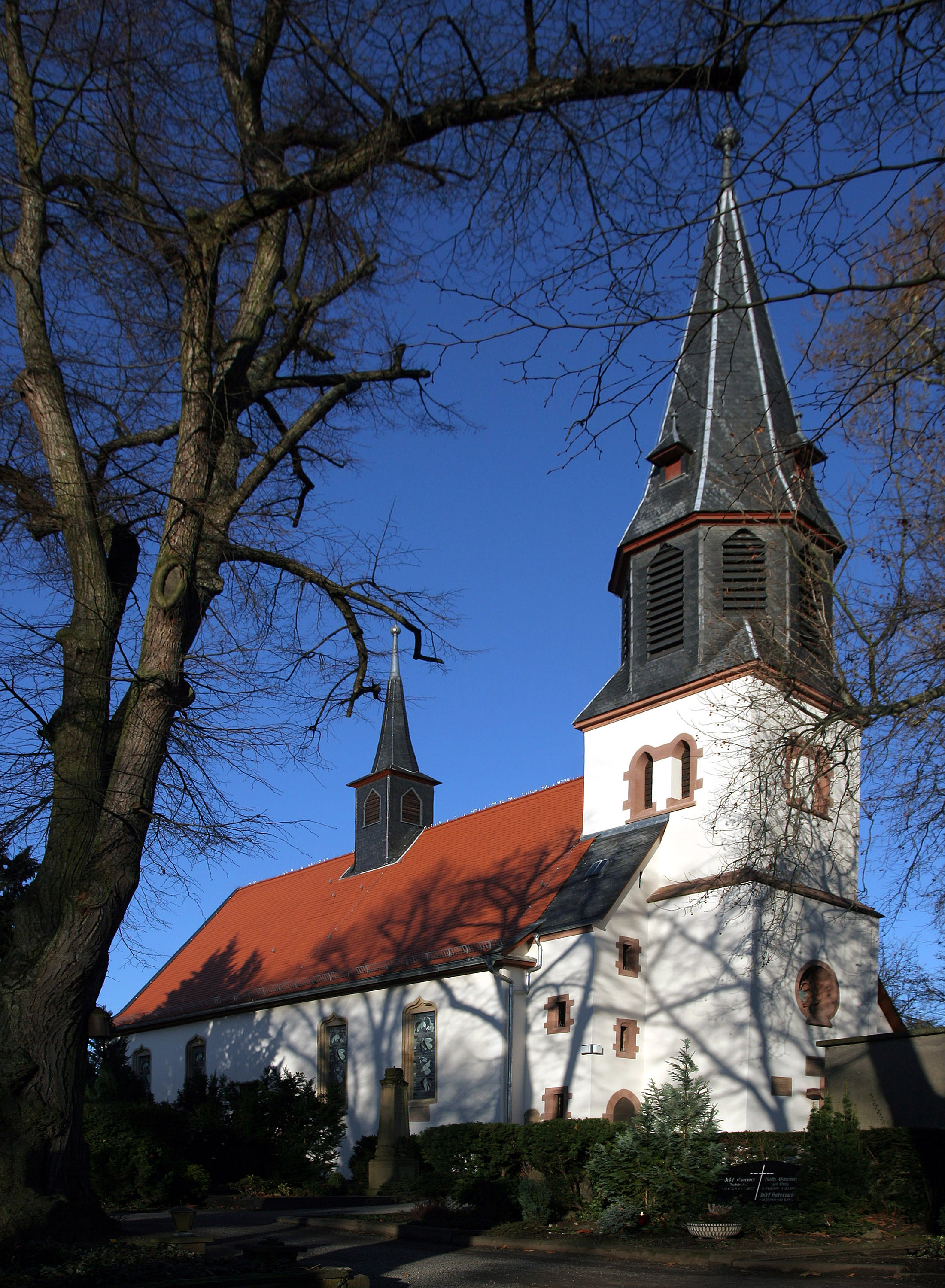
St. Crescens im Dezember 2008

Die Friedhofskirche St. Crescens in Bensheim an der Bergstraße ist zusammen mit dem umgebenden Friedhof ein unter Denkmalschutz stehendes Kulturdenkmal. Die Kirche befindet sich in der Friedhofstraße 41.

## Geschichte
Da im Stadtzentrum von Bensheim Platz für ein neues Rathaus benötigt wurde und der Kirchhof vor der St. Georgskirche zu klein wurde, entschlossen sich die Stadtväter Bensheims 1554 dazu, außerhalb der Stadtmauern in südlicher Richtung einen neuen Friedhof („Gottesacker“) anzulegen. Eine kleine Kapelle, die möglicherweise einen Turm hatte, wurde in den darauffolgenden Jahren errichtet. Die Kapelle wurde dann 1616 bis 1618 durch die heutige Friedhofskirche ersetzt. Der Bau fiel noch in die lutherische Zeit Bensheims. Von der alten Kapelle wurde die Ostwand für den Neubau genutzt. Dies ist an zwei kleinen – mittlerweile verputzten – Rundbogenfenstern zu erkennen. Der Bau wurde von Stadtbaumeister Hans Grunauer, den Ratsherren Werner Tuchscherer, Philipp Mahler und Jost Falck, sowie dem Mühlenarzt Bernhard Schmidt, geplant und geleitet. Maurermeister am Bau war Hans Rapbether. Gedenktafeln an den vier Seiten der Kirche erwähnen die sechs Personen; teilweise mit Ehefrauen.
1673 wurde das nun katholische Gotteshaus durch Weihbischof Adolph Gottfried Volusius dem ersten Mainzer Bischof und Märtyrer, dem Heiligen Creszenz, geweiht. Zu Anfang des 19. Jahrhunderts wurde die Kirche verändert und etwas erweitert. 1877 wurde ein Altarraum und eine Sakristei an den Südgiebel angebaut. Die flache Decke des Innenraums wurde durch eine hölzerne Tonne ersetzt. 1884 wurde über dem Altarraum der große zweigeschossige Kirchturm mit oktogonalem hölzernen Glockengeschoss mit abschließendem Spitzhelm errichtet. 1908 wurde die Kirche Besitz der katholischen Kirchengemeinde. 1972 wurden bei Renovierungsarbeiten im Innern der Kirche einige Grabinschriften entdeckt und freigelegt. Dabei wurde auch der Grabstein des Schuhmachers Wendel Funck gefunden, der 1554 als erster Bensheimer Bürger auf diesem Friedhof bestattet wurde.
Auf dem Friedhof befindet sich unter anderem das Grab von Heinrich Metzendorf.